# Brigade volante (film, 1951)
Pour les articles homonymes, voir Brigade volante.
Pour plus de détails, voir Fiche technique et Distribution.
Brigade volante (titre original : Il bivio) est un film policier italien réalisé par Fernando Cerchio, sorti en 1951.
Il est considéré comme un précurseur du genre giallo qui fera florès dans les années 1960.

## Synopsis
Aldo Marchi, déjà décoré pendant la guerre, puis devenu criminel à la tête d'une dangereuse bande de voleurs, parvient à intégrer la brigade mobile de la police de Turin afin de diriger en toute sécurité les braquages de ses camarades. Mais peu à peu, face à l'arrestation d'innocents et à la mort d'un collègue au cours d'un casse qu'il avait organisé, des soupçons commencent à se faire jour. Face aux insistances de son supérieur, il fait volte-face et décide de revenir à la raison, livrant sa bande à la police et mourant dans le conflit. 

## Fiche technique
- Titre original italien : Il bivio[2]
- Titre alternatif italien : Il peccato
- Titre français : Brigade volante ou Brigades volantes ou Le Tournant ou L'Ombre du tueur[3]
- Réalisation : Fernando Cerchio
- Scénario : Marcello Giannini, Corrado Pavolini (it), Giuseppe Mangione, Aldo Bizzarri (it), Fernando Cerchio, Calogero Marrocu, Leo Benvenuti
- Photographie : Renato Del Frate
- Montage : Rolando Benedetti
- Musique : Carlo Rustichelli
- Décors : 	Luigi Ricci (it)
- Maquillage : Libero Politi
- Producteur : Luigi Rovere
- Sociétés de production : Rovere Film, Epica Film
- Pays de production :  Italie
- Langue originale : italien
- Format : Noir et blanc — 35 mm — 1,37:1 — Son : Mono
- Genre : Film policier
- Durée : 98 minutes (1 h 38)
- Dates de sortie :
  - Italie : 19 mars 1951
  - France : 6 août 1952[3]
  - Belgique : 17 octobre 1952 (Bruxelles)
- Affiche : Constantin Belinsky (France)

## Distribution
- Raf Vallone : Aldo Marchi
- Charles Vanel : Commissaire Lubiani
- Claudine Dupuis : Giovanna
- Saro Urzì : Brigadier Carlin
- Carlo Sposito : Commissaire adjoint Sani
- Mimo Billi : Maréchal Corniale
- Gianni Rizzo : Beppe, dit « le vicaire »
- Saro Arcidiacono : Bergomi
- Evar Maran : Mario, surnommé « le beau gosse »
- Natale Cirino : Maréchal Aldrighi
- Francesco Navarra : Carmelo, appelé « l'Américain »
- Piero Pastore : Arrigo De Vecchi
- Pierangelo Attino : Gino
- Franco Balducci : Antonio Fioretti
- Delfi Tanzi : Margherita
- Enzo Tarascio : Porteuse d'argent

## Accueil
Le film engrange 160 823 904 lires de recettes dans la saison cinémtographique 1958-59.